# Lutjanus fulvus
Lutjanus fulvus es una especie de peces de la familia Lutjanidae en el orden de los Perciformes.

## Morfología
• Los machos pueden llegar alcanzar los 40 cm de longitud total.

## Alimentación
Come, por la noche, peces, gambas, cangrejos, cefalópodos y holoturioïdeus.

## Hábitat
Es un pez de mar de clima tropical y asociado a los  arrecifes de coral que vive entre 1-75 m de profundidad.

## Distribución geográfica
Se encuentra desde el África Oriental hasta las Islas Marquesas, las Islas de la Línea, el sur del Japón y Australia.